# Kungens val
Kungens val (originaltitel: Kongens nei) är en norsk spelfilm från 2016. Filmen bygger på historiska händelser och utspelar sig i Norge under tre dagar av Tyska rikets invasion i april 1940.
Kungens val var den mest besökta filmen, och sågs av över 713 000 när den visades på norska biografer under 2016. Före premiären, fick filmen visas på det Kungliga slottet i Oslo med hela den norska kungafamiljen närvarande.
Filmen var en av nio filmer på urvalslistan i kategorin bästa icke-engelskspråkiga film, för nomineringarna vid Oscarsgalan 2017. Den blev dock inte en av de slutgiltigt nominerade filmerna. Under den norska Amandaprisen för 2017 vann filmen hela åtta priser, bland andra för bästa norska biofilm, bästa filmmanus och bästa filmmusik.

## Handling
Tyska krigsfartyg är på väg att invadera Oslo. Den tyska kryssaren Blücher sänks av kanoner och torpeder från den norska fästningen Oscarsborg vid Oslofjorden. Den norska regeringen och kung Haakon VII får ett ultimatum: de måste antingen välja fullständig kapitulation och överlämna makten till Nasjonal samling under ledning av Vidkun Quisling, eller utkämpa ett fullskaligt krig. 
Kungen väljer, tillsammans med regeringen, att avvisa de tyska kraven. Detta är upptakten till Norges deltagande i andra världskriget. Tyskarna försöker att gripa eller döda kung Haakon, hans familj och regeringen, som upplever en dramatisk flykt.

## Medverkande
| Jesper Christensen         | – Kung Haakon VII                         |
| Anders Baasmo Christiansen | – Kronprins Olav                          |
| Tuva Novotny               | – Kronprinsessan Märtha                   |
| Lage Kongsrud              | – Prins Harald                            |
| Karl Markovics             | – Ambassadör Curt Bräuer                  |
| Katharina Schüttler        | – Anneliese Bräuer                        |
| Andreas Lust               | – Oberstleutnant Hartwig Pohlman          |
| Juliane Köhler             | – Diana Müller                            |
| Erik Hivju                 | – Överste Birger Eriksen                  |
| Espen Sandvik              | – Kapten Magnus P. Sødem                  |
| Svein Tindberg             | – Hovmarskalk Peder Anker Wedel Jarlsberg |
| Arthur Hakalahti           | – Gardist Fredrik Seeberg                 |
| Rolf Kristian Larsen       | – Sergeant Brynjar Hammer                 |
| Jan Frostad                | – Stortingspresident Carl Joachim Hambro  |
| Ketil Høegh                | – Utrikesminister Halvdan Koht            |
| Gerald Pettersen           | – Statsminister Johan Nygaardsvold        |